# Lijst van rijksmonumenten in Schoonebeek
De plaats Schoonebeek telt 34 inschrijvingen in het rijksmonumentenregister. Hieronder een overzicht. 
Voor een overzicht van beschikbare afbeeldingen zie de categorie Rijksmonumenten in Emmen op Wikimedia Commons.
| Object                                                                          | Oorspronkelijke functie? | Bouwjaar                                                             | Architect | Locatie                 | Coördinaten?                  | Nr.?   | Afbeelding                                                            |
| ------------------------------------------------------------------------------- | ------------------------ | -------------------------------------------------------------------- | --------- | ----------------------- | ----------------------------- | ------ | --------------------------------------------------------------------- |
| Zwaantje Hans-Stokman's Hof (Zandstrooiboerderij)                               | Boerderij                | 17e eeuw 1877 (schuur)                                               |           | Burgemeester Osselaan 5 | 52° 39' 48" NB, 6° 53' 1" OL  | 33399  | Meer afbeeldingen                                                     |
| Boerderij met achterbaander                                                     | Boerderij                | 18e eeuw                                                             |           | Westersebos 5           | 52° 40' 12" NB, 6° 51' 48" OL | 33400  | Meer afbeeldingen                                                     |
| Boerderij met achterbaander en met riet beklede topgevel (woondeel aan nr. 13)  | Boerderij                | 18e eeuw                                                             |           | Westersebos 11          | 52° 40' 11" NB, 6° 51' 36" OL | 33401  | Meer afbeeldingen                                                     |
| Boerderij met achterbaander en houten topgevel (woondeel aan nr. 11)            | Boerderij                | 18e eeuw                                                             |           | Westersebos 13          | 52° 40' 10" NB, 6° 51' 36" OL | 33402  | Meer afbeeldingen                                                     |
| Boerderij met achterbaander                                                     | Boerderij                |                                                                      |           | Westersebos 17          | 52° 40' 10" NB, 6° 51' 33" OL | 33403  | Meer afbeeldingen                                                     |
| Boerderij met achterbaander en houten topgevel                                  | Boerderij                |                                                                      |           | Westersebos 21          | 52° 40' 9" NB, 6° 51' 33" OL  | 33404  | Meer afbeeldingen                                                     |
| Boerderij met achterbaander                                                     | Boerderij                | 1722 1763                                                            |           | Westersebos 23          | 52° 40' 9" NB, 6° 51' 30" OL  | 33405  | Meer afbeeldingen                                                     |
| Boerderij met achterbaander en met riet beklede topgevel (woondeel aan nr. 8)   | Boerderij                |                                                                      |           | Westersebos 10          | 52° 40' 13" NB, 6° 52' 11" OL | 33406  | Meer afbeeldingen                                                     |
| Boerderij met achterbaander en met riet beklede topgevel (woondeel aan nr. 14)  | Boerderij                |                                                                      |           | Westersebos 12          | 52° 40' 11" NB, 6° 52' 9" OL  | 33407  | Meer afbeeldingen                                                     |
| Boerderij met achterbaander (woondeel aan nr. 12)                               | Boerderij                |                                                                      |           | Westersebos 14          | 52° 40' 11" NB, 6° 52' 8" OL  | 33408  | Meer afbeeldingen                                                     |
| Andries Erve                                                                    | Boerderij                | 1787                                                                 |           | Westersebos 30          | 52° 40' 13" NB, 6° 51' 37" OL | 33410  | Andries Erve 1 Andries Erve                                           |
| Boerderij met drie fensterbierscheiben in zijgevelraam                          | Boerderij                |                                                                      |           | Middendorp 13           | 52° 39' 49" NB, 6° 53' 56" OL | 33411  | Meer afbeeldingen                                                     |
| Boerderij met achterbaander                                                     | Boerderij                | 18e eeuw (kern) begin 19e eeuw (verb.)                               |           | Oostersebos 4           | 52° 39' 24" NB, 6° 54' 30" OL | 33412  | Meer afbeeldingen                                                     |
| 't Oale hoes                                                                    | Boerderij                | ca. 1850                                                             |           | Oostersebos 8           | 52° 39' 19" NB, 6° 54' 44" OL | 33413  | Meer afbeeldingen                                                     |
| Boerderij met achterbaander en underschoer                                      | Boerderij                | 1828 (waarsch. ouder)                                                |           | Oostersebos 11          | 52° 39' 25" NB, 6° 54' 25" OL | 33414  | Boerderij 3 1 Boerderij met achterbaander en underschoer              |
| Boerderij met woondeel aaneengebouwd aan nr 15                                  | Boerderij                | mog. 18e eeuw                                                        |           | Oostersebos 13          | 52° 39' 25" NB, 6° 54' 28" OL | 33415  | Meer afbeeldingen                                                     |
| Boerderij met woondeel aaneengebouwd aan nr 13                                  | Boerderij                | mog. 18e eeuw                                                        |           | Oostersebos 15          | 52° 39' 25" NB, 6° 54' 28" OL | 33416  | Meer afbeeldingen                                                     |
| Boerderij onder rieten zadeldak tegen topgevel                                  | Boerderij                | 18e eeuw (kern)                                                      |           | Oostersebos 17          | 52° 39' 25" NB, 6° 54' 30" OL | 33417  | Meer afbeeldingen                                                     |
| De Hinnenhof                                                                    | Boerderij                | 18e eeuw                                                             |           | Westersebos 26          | 52° 40' 13" NB, 6° 51' 43" OL | 33418  | Meer afbeeldingen                                                     |
| Boerderij met achterbaander, twee schuren, stookhok en grotendeels bestraat erf | Boerderij                | 19e eeuw                                                             |           | Nieuw-Amsterdamseweg 7  | 52° 40' 14" NB, 6° 52' 22" OL | 34301  | Meer afbeeldingen                                                     |
| Boerderij met achterbaander, hooischuur met schaapskooi                         | Boerderij                | in aanleg 18e-eeuws (mog. ouder)                                     |           | bij Westersebos 17      | 52° 40' 10" NB, 6° 51' 33" OL | 389115 | Boerderij 1 2 Boerderij met achterbaander, hooischuur met schaapskooi |
| Boerderij met achterbaander, schuur 1                                           | Boerderij                | in aanleg 18e-eeuws                                                  |           | bij Oostersebos 4       | 52° 39' 24" NB, 6° 54' 30" OL | 393994 | Boerderij 2 2 Boerderij met achterbaander, schuur 1                   |
| 't Oale hoes, schuur                                                            | Boerderij                | in aanleg 18e-eeuws                                                  |           | bij Oostersebos 8       | 52° 39' 19" NB, 6° 54' 44" OL | 393995 | Meer afbeeldingen                                                     |
| Boerderij met achterbaander en underschoer, schuur                              | Boerderij                | in aanleg 18e-eeuws 19e eeuw (stalramen)                             |           | bij Oostersebos 11      | 52° 39' 25" NB, 6° 54' 25" OL | 393996 | Meer afbeeldingen                                                     |
| Boerderij onder rieten zadeldak, schuur                                         | Boerderij                | in aanleg 18e-eeuws 19e eeuw (stalramen) verm. 20e eeuw (aankapping) |           | bij Oostersebos 17      | 52° 39' 25" NB, 6° 54' 30" OL | 393997 | Boerderij 5 2 Boerderij onder rieten zadeldak, schuur                 |
| Boerderij met achterbaander, schuur                                             | Boerderij                | in aanleg 18e-eeuws verm. 20e eeuw (aankapping)                      |           | bij Westersebos 5       | 52° 40' 12" NB, 6° 51' 48" OL | 393998 | Boerderij 4 2 Boerderij met achterbaander, schuur                     |
| Andries Erve, schuur                                                            | Boerderij                | in aanleg 18e-eeuws verm. 20e eeuw (aankapping)                      |           | bij Westersebos 30      | 52° 40' 13" NB, 6° 51' 37" OL | 393999 | Andries Erve 2 Andries Erve, schuur                                   |
| Boerderij met achterbaander, schuur 2                                           | Boerderij                | in aanleg 18e-eeuws verm. 20e eeuw (aankapping)                      |           | bij Oostersebos 4       | 52° 39' 24" NB, 6° 54' 30" OL | 394059 | Boerderij 2 3 Boerderij met achterbaander, schuur 2                   |
| Boerderij met achterbaander, put                                                | Straatmeubilair          | 18e/19e eeuw                                                         |           | bij Oostersebos 4       | 52° 39' 24" NB, 6° 54' 30" OL | 394065 | Meer afbeeldingen                                                     |
| Boerderij met achterbaander, varkensstal annex stookhut                         | Gebouw                   | 19e eeuw                                                             |           | bij Westersebos 5       | 52° 40' 12" NB, 6° 51' 48" OL | 394094 | Boerderij 4 3 Boerderij met achterbaander, varkensstal annex stookhut |
| Andries Erve, schuur                                                            | Boerderij                | in aanleg 18e-eeuws                                                  |           | bij Westersebos 30      | 52° 40' 13" NB, 6° 51' 37" OL | 394120 | Meer afbeeldingen                                                     |
| Boerderij onder rieten zadeldak, varkensschuur                                  | Boerderij                | 18e eeuw (gebintstelsel) 19e eeuw (verstening)                       |           | bij Oostersebos 17      | 52° 39' 25" NB, 6° 54' 30" OL | 394134 | Boerderij 5 3 Boerderij onder rieten zadeldak, varkensschuur          |
| Hooischuur met schaapskooi                                                      | Boerderij                | in aanleg 18e-eeuws (mog. ouder)                                     |           | Europaweg 12            | 52° 39' 7" NB, 6° 55' 29" OL  | 46891  | Meer afbeeldingen                                                     |
| Boerderij naar Duits voorbeeld                                                  | Boerderij                | 1849 1871 (verb.) 1943 (herstel kap)                                 |           | Middendorp 10           | 52° 39' 50" NB, 6° 54' 2" OL  | 510971 | Meer afbeeldingen                                                     |